# Ambelokipi (Thessaloniki)
Ambelokipi (griechisch Αμπελόκηποι (m. pl.)) ist de facto ein Stadtteil Thessalonikis und de jure ein Gemeindebezirk der Gemeinde Ambelokipi-Menemeni im Regionalbezirk Thessaloniki der griechischen Region Zentralmakedonien. Bis 2010 war es eine eigenständige Gemeinde.

## Geografie
Ambelokipi befindet sich nordwestlich vom Zentrum Thessalonikis. Benachbart sind die Stadtteile Evosmos, Menemeni, Stavroupoli, Neapoli sowie die Innenstadt selbst.
Ambelokipi hat eine hohe Bevölkerungsdichte von über 20.000 Einwohner je Quadratkilometer (Stand 2011). Auf den nur 1,787 km² Fläche des Gemeindebezirks wurde 2011 eine Wohnbevölkerung von 37.381 ermittelt.

## Geschichte
Der Ursprung von Ambelokipi ist das Siedlungsgebiet Eptalofos. Dieses wurde ab 1913 baulich erschlossen. 1922 bis 1923 erfolgte eine deutliche Zunahme der Einwohnerzahl durch Zuzug von griechischen Flüchtlingen aus Kleinasien, welche nach der griechischen Niederlage im Griechisch-Türkischen Krieg von 1919 bis 1923, ab 1923 im Rahmen des sogenannten Bevölkerungsaustausches entsprechend dem Vertrag von Lausanne ihre angestammten Siedlungsgebiete im Gebiet der heutigen Türkei verlassen mussten.
Ambelokipi wurde 1926 erstmals als Bestandteil der ehemaligen Gemeinde Harmanköy (griechisch Χαρμάνκιοϊ Charmankioi) erwähnt. 1928 wurde die Kirche Zoodochos Pigi als konfessionelles Zentrum des damaligen Siedlungsgebietes Ambelokipi erbaut. 1929 wurde die Gemeinde Charmankioi aufgelöst und Ambelokipi in die Stadt Thessaloniki integriert. 1934 erfolgte durch Regierungsanordnung die Abspaltung der Gemeinde Ambelokipi von der Stadt Thessaloniki und die Errichtung einer selbstständigen Gemeindeverwaltung (griechisch κοινότητα). Bestandteile dieser neu gegründeten Gemeinde waren die Siedlungsgebiete Eptalofos-Kaistrio Pedio und Margariti. Die Einwohnerzahl dieser Siedlungsgebiete betrug 1932 4000. Am 6. Oktober 1954 wurde Ambelokipi mittels Anordnung des Königs von Griechenland von einer Gemeinde zu einer Stadt (griechisch Δήμος) heraufgestuft (grob vergleichbar der Verleihung der Stadtrechte in Deutschland). Diese Gemeinde wurde 2010 mit dem benachbarten Menemeni zusammengeschlossen, wobei die beiden Gemeinden als Gemeindebezirke weiter bestehen. Der Sitz der neuen Gemeinde ist in Ambelokipi.
Am 10. Februar 2017 wurde bei Bauarbeiten an einer Tankstelle eine 250-kg-Bombe aus dem Zweiten Weltkrieg gefunden. Der Zünder konnte entfernt und die Bombe am 3. Folgetag geborgen werden. Dafür wurde ein Gebiet mit einem Radius von 1900 m von etwa 70.000 Menschen evakuiert, die größte Anzahl für einen solchen Zweck jemals in Griechenland.

## Infrastruktur
Ambelokipi verfügt über mehrere Kindergärten, Grundschulen sowie weiterführende Schulen. Außerdem hat Ambelokipi ein Theater, ein Kulturzentrum sowie eine Konzerthalle. Mehrere Sporthallen sowie ein Stadion mit einem Fassungsvermögen von 4000 Zuschauern befinden sich in dem Gebiet.
Unmittelbar im Süden der Stadt verläuft die Bahnlinie Thessaloniki-Evzoni bzw. Thessaloniki-Athen mitsamt der Endstation, dem Bahnhof von Thessaloniki. Über die gegenwärtig im Bau befindliche U-Bahn in Thessaloniki erhält Ambelokipi auch Anschluss an das Stadtzentrum von Thessaloniki (U-Bahn-Station Bahnhof). Der öffentliche Nahverkehr wird gegenwärtig ausschließlich von Bussen der OASTH getragen.